# Paris-Roubaix 1964
Paris-Roubaix 1964 a fost a 62-a ediție a Paris-Roubaix, o cursă clasică de ciclism de o zi din Franța. Evenimentul a avut loc pe 19 aprilie 1964 și s-a desfășurat pe o distanță de 265 de kilometri de la Compiègne până la velodromul din Roubaix. Câștigătorul a fost Peter Post din Țările de Jos de la echipa Flandria–Romeo.

## Rezultate
| Loc | Concurent                | Echipă                   | Timp       |
| --- | ------------------------ | ------------------------ | ---------- |
| 1   | Peter Post (NED)         | Flandria–Romeo           | 5h 52' 19" |
| 2   | Benoni Beheyt (BEL)      | Wiel's–Groene Leeuw      | + 0"       |
| 3   | Yvo Molenaers (BEL)      | Wiel's–Groene Leeuw      | + 0"       |
| 4   | Willy Bocklant (BEL)     | Flandria–Romeo           | + 0"       |
| 5   | Louis Proost (BEL)       | Solo–Superia             | + 2' 28"   |
| 6   | Frans Melckenbeeck (BEL) | Mercier–BP–Hutchinson    | + 2' 32"   |
| 7   | Jean Stablinski (FRA)    | Saint-Raphaël            | + 2' 32"   |
| 8   | Jan Janssen (NED)        | Pelforth–Sauvage–Lejeune | + 2' 32"   |
| 9   | Gilbert Desmet (BEL)     | Wiel's–Groene Leeuw      | + 2' 32"   |
| 10  | Tom Simpson (GBR)        | Peugeot–BP–Englebert     | + 2' 32"   |